# ジェームズ・クウェシ・アッピアー
ジェームズ・クウェシ・アッピアー（James Kwesi Appiah、1960年6月30日 - ）は、ガーナの元サッカー選手。元ガーナ代表。ポジションはディフェンダー。

## 経歴

### クラブ
ガーナの強豪・アサンテ・コトコSCで10シーズンプレーし、プレミアリーグで7回優勝している。

### 代表
1982年から1993年までガーナ代表でプレー。アフリカネイションズカップ1982では優勝、アフリカネイションズカップ1992では準優勝した。

## 引退後
引退後、ガーナ代表監督を複数回務め、アフリカネイションズカップ2013で4位となる。2014 FIFAワールドカップでは1勝もできず、グループステージ敗退となった。

## 代表歴

### 試合数
- 国際Aマッチ 19試合 0得点（1982年-1993年）[1]

| ガーナ代表 | 国際Aマッチ | 国際Aマッチ |
| 年         | 出場        | 得点        |
| ---------- | ----------- | ----------- |
| 1982       |             |             |
| 1983       | 1           | 0           |
| 1984       | 1           | 0           |
| 1985       | 0           | 0           |
| 1986       | 0           | 0           |
| 1987       | 0           | 0           |
| 1988       | 4           | 0           |
| 1989       | 0           | 0           |
| 1990       | 3           | 0           |
| 1991       | 6           | 0           |
| 1992       | 4           | 0           |
| 通算       | 19+         | 0+          |